# 韦斯特费尔德 (下萨克森州)
韦斯特费尔德（德語：Westfeld）是德国下萨克森州的一个市镇。总面积13.36平方公里，总人口941人，其中男性459人，女性482人（2011年12月31日），人口密度70人/平方公里。